# Marinka Nooteboom
Marinka Nooteboom (23 mei 1971) is algemeen directeur van de Koninklijke Nooteboom Groep in Wijchen. In oktober 2021 is zij uitgeroepen tot Zakenvrouw van het jaar 2022.

## Biografie
Marinka Nooteboom is de oudste dochter van Henk Nooteboom, directeur van Koninklijke Nooteboom Trailers. Na haar middelbare school in Zeist ging Nooteboom studeren aan de Vrije Universiteit Amsterdam, waar ze de opleiding Bedrijfskunde voor de financiële sector volgde. Daarna volgde een traineeship bij Van Lanschot Bankiers. Hier bleef Nooteboom tien jaar, waar ze zich bezighield met private banking.
Op haar 37ste nam Nooteboom ontslag om negen maanden door Argentinië en Chili te reizen. In Nederland ging ze vervolgens bij ING werken als interim-manager. Daarnaast volgde ze het New Board Program aan de Nyenrode Business Universiteit.

### Nooteboom Groep
Marinka Nooteboom kwam in 2010 in dienst van Nooteboom, en belandde als vertegenwoordiger van de vijfde generatie in de Raad van commissarissen van het familiebedrijf. Het bedrijf bevond zich op dat moment in zwaar weer en nam een externe interim-directeur aan. Nooteboom trad tijdelijk toe tot de directie om de interim-directeur te ondersteunen met haar eerder opgedane kennis van en connecties binnen de financiële sector. Behalve voor financiën, was ze tevens verantwoordelijk voor HR en ICT.
Twee jaar later, in 2012, werd ze tot algemeen directeur van het bedrijf benoemd. Onder haar leiding onderging het bedrijf vervolgens een transformatie, en de professionaliteit en productiviteit van het bedrijf werd in de daarop volgende jaren zichtbaar vergroot. Dit levert de haar in 2018 een vermelding op in de top vijf van TheNextWomen's lijst van honderd succesvolste vrouwelijke ondernemers van Nederland.
Op 11 oktober 2021 werd Nooteboom door de jury van de Prix Veuve Clicquot Bold Woman Award uitgeroepen tot Zakenvrouw van het jaar 2022. Nooteboom ontving de award vanwege haar succesvolle leiderschap, de groei van haar onderneming en de mate waarin ze bijdraagt aan de Nederlandse maakindustrie.

## Visie op vrouwelijk ondernemerschap
Nooteboom vindt het belangrijk om vrouwelijk ondernemerschap te stimuleren. Ze wil een voorbeeld zijn voor andere vrouwen, en zich ervoor inzetten dat meer vrouwen op hogere posities kunnen komen. Ze is dan ook voorstander voor een vrouwenquotum, en zou graag zien dat belemmeringen worden aangepakt, zoals de huidige regelingen rond de kinderopvang